# Диас (Арканзас)
Диас (англ. Diaz, Arkansas) — город, расположенный в округе Джексон (штат Арканзас, США) с населением в 1284 человека по статистическим данным переписи 2000 года.

## География
По данным Бюро переписи населения США город Диас имеет общую площадь в 15,28 квадратных километров, водных ресурсов в черте населённого пункта не имеется.
Диас расположен на высоте 71 метр над уровнем моря.

## Демография
По данным переписи населения 2000 года в Диасе проживало 1284 человека, 365 семей, насчитывалось 465 домашних хозяйств и 552 жилых дома. Средняя плотность населения составляла около 83,4 человека на один квадратный километр. Расовый состав Диаса по данным переписи распределился следующим образом: 69,63 % белых, 28,35 % — чёрных или афроамериканцев, 0,47 % — коренных американцев, 1,01 % — представителей смешанных рас, 0,55 % — других народностей. Испаноговорящие составили 1,17 % от всех жителей города.
Из 465 домашних хозяйств в 38,7 % — воспитывали детей в возрасте до 18 лет, 55,5 % представляли собой совместно проживающие супружеские пары, в 18,1 % семей женщины проживали без мужей, 21,3 % не имели семей. 18,5 % от общего числа семей на момент переписи жили самостоятельно, при этом 6,2 % составили одинокие пожилые люди в возрасте 65 лет и старше. Средний размер домашнего хозяйства составил 2,76 человек, а средний размер семьи — 3,15 человек.
Население города по возрастному диапазону по данным переписи 2000 года распределилось следующим образом: 30,5 % — жители младше 18 лет, 8,6 % — между 18 и 24 годами, 30,5 % — от 25 до 44 лет, 20,9 % — от 45 до 64 лет и 9,5 % — в возрасте 65 лет и старше. Средний возраст жителей составил 33 года. На каждые 100 женщин в Диасе приходилось 91,4 мужчин, при этом на каждые сто женщин 18 лет и старше приходилось 87,4 мужчин также старше 18 лет.
Средний доход на одно домашнее хозяйство в городе составил 34 792 доллара США, а средний доход на одну семью — 38 646 долларов. При этом мужчины имели средний доход в 31 339 долларов США в год против 19 853 доллара среднегодового дохода у женщин. Доход на душу населения в городе составил 15 867 долларов в год. 11,7 % от всего числа семей в округе и 14,6 % от всей численности населения находилось на момент переписи населения за чертой бедности, при этом 20,5 % из них были моложе 18 лет и 17,1 % — в возрасте 65 лет и старше.